# زیرگذر
زیرگُذَر (به فرانسوی: Passage souterrain) در اتحادیه کشورهای مشترک‌المنافع به قسمتی از جاده گفته می شود که برای عبور و مرور عابران پیاده از زیر مسیر خیابان می‌گذرد.
به معبری برای عبور عابر پیاده از زیر راه اصلی نیز زیرگذر گفته می‌شود.